# Tursiops
Tursiops er en slægt i familien delfiner med tre arter, der ligner hinanden meget.

## Udbredelse
Øresvinet (Tursiops truncatus) findes i alle oceaner (inklusiv Nordsøen og Middelhavet). Det indopacifiske øresvin (Tursiops aduncus) findes derimod især i tropiske kystområder ved Det Indiske Ocean og det vestlige Stillehav. Den nyopdagede tredje art Tursiops australis har et meget lille udbredelsesområde ved kysten og i laguner i den australske delstat Victoria.

## Systematik
Man mente længe, at øresvinet var den eneste art i slægten Tursiops. Først omkring 2000 blev det indopacifiske øresvin anerkendt som selvstændig art, selv om den blev videnskabeligt beskrevet allerede i 1833. I 2011 blev arten Tursiops australis tilføjet slægten. De undersøgte afsnit af dens mitochondrielle DNA afveg med 5,5 og 9,1 procent fra de to andre Tursiops-arter, hvilket er mere end for andre delfinarter i samme slægt. Søsterarten til Tursiops australis skulle være langnæbbet delfin (Stenella longirostris). Tursiops australis hører derfor nok til i en anden slægt, måske sammen med langnæbbet delfin.

## Arter
De tre arter i slægten Tursiops:
- Tursiops truncatus
- Tursiops aduncus
- Tursiops australis